# Mohácsi Attila (vízilabdaedző)
Mohácsi Attila (Budapest, 1940. augusztus 11. – 2019. szeptember 9.) magyar vízilabdaedző, mesteredző.

## Pályafutása
1976-ban vízilabda-szakedzői diplomát szerzett a Testnevelési Főiskolán. 1974 és 1984 között az Újpesti Dózsa, 1984 és 1986 között a Szentesi Vízmű, 1987 és 1989 között a Bp. Honvéd, 1989–90-ben a Tungsram SC vezetőedzőjeként tevékenykedett.

## Sikerei, díjai
Újpesti Dózsa
- Magyar bajnokság
  - 2. (2): 1976, 1978
- Magyar kupa (MNK)
  - győztes: 1975
  - 2. (2): 1974, 1976
  - 3. (2): 1977, 1980